# ブアフレ
ブアフレ(フランス語：Bouaflé)はコートジボワール南西部のサッサンドラ＝マラウェ地方東部のマラウェ州の州都。
2014年の人口は約16.7万人。